# Seleção Guineana de Futebol
A Seleção Guineana de Futebol representa a Guiné nas competições de futebol da FIFA. Ela é filiada à FIFA, CAF e à WAFU.

## História
Controlada pela Federação Guineana de Futebol, esta seleção nunca classificou-se para uma Copa do Mundo da FIFA, e na Copa das Nações Africanas, sua melhor posição foi segunda colocada, em 1976. Venceu a Copa Amílcar Cabral em 1981, 1982, 1987, 1988, 2005.

## Títulos
| CONTINENTAIS | CONTINENTAIS        | CONTINENTAIS | CONTINENTAIS                  |
|              | Competição          | Vezes        | Ano                           |
| ------------ | ------------------- | ------------ | ----------------------------- |
|              | Copa Amílcar Cabral | 5            | 1981, 1982, 1987, 1988 e 2005 |

## Campanhas de destaque
- Copa das Nações Africanas
  - 2º lugar - 1976
- Copa Amílcar Cabral
  - 2º lugar - 1989
  - 3º lugar - 1979, 1980, 1997, 2000
  - 4º lugar - 1986

## Recordes no Campeonato Africano
- 1957 e 1962 - Não entrou
- 1963 - Desqualificado por falta de prestação neutra funcionários
- 1965 - Não se qualificou
- 1968 - Não se qualificou
- 1970 - Rodada 1
- 1972 - Não se qualificou
- 1974 - Rodada 1
- 1976 - Segundo lugar
- 1978 - Não se qualificou
- 1980 - Rodada 1
- 1982 e 1992 - Não se qualificou
- 1994 - Rodada 1
- 1996 - Não se qualificou
- 1998 - Rodada 1
- 2000 - Não se qualificou
- 2002 - Desqualificado por falta de funcionários reinstalar FA
- 2004 - Quartas de Finais
- 2006 - Quartas de Finais
- 2008 - Quartas de Finais
- 2010 - Não se qualificou
- 2012 - Rodada 1
- 2015 - Quartas de Finais
- 2017 - Não se qualificou